# Pokémon: Victini và anh hùng bóng tối Zekrom / Victini và anh hùng ánh sáng Reshiram
Pokémon: Victini và anh hùng bóng tối Zekrom và Pokémon: Victini và anh hùng ánh sáng Reshiram là những bộ phim anime Nhật Bản năm 2011 được sản xuất bởi OLM, Inc., Production I.G và Xebec và được phân phối bởi Toho. Bộ phim được đạo diễn bởi Kunihiko Yuyama từ một kịch bản của Hideki Sonoda. Hai bộ phim khác nhau này là phim điện ảnh hoạt hình thứ 14 trong loạt phim Pokémon được sáng tạo bởi Satoshi Tajiri, Junichi Masuda và Ken Sugimori.
Hai bộ phim theo một cốt truyện tương tự nhau. Cả hai bộ phim đều theo chân một người đàn ông tên Dred Grangil, xuất thân từ cư dân của một vương quốc đã chết được gọi là Vương quốc xứ Vale.
Trong Victini và anh hùng bóng tối Zekrom, anh ta tìm Zekrom, một sinh vật giống rồng được gọi là Pokémon để thực hiện lý tưởng của mình. Trong Victini và anh hùng ánh sáng Reshiram, anh ta tìm Pokémon Reshiram để tìm sự thật. Trong cả hai bộ phim, con rồng dẫn dắt Dred Grangil điều khiển lâu đài nổi của thị trấn với sức mạnh của Pokémon Victini trong nỗ lực khôi phục vương quốc cũ của anh ta và đoàn tụ nhân dân xứ Vale đã phân tán trong hàng ngàn năm qua.
Hai bộ phim được phát hành vào ngày 16 tháng 7 năm 2011 và thu về hơn 57 triệu USD tại Nhật Bản. Every Little Thing's double A-side single "Sora/Koe" (宙 -そら-/響 -こえ- n.đ. "Air/Voice") là bài hát kết thúc của 2 bộ pham; "Sora" là bài hát mở đầu cho phiên bản Zekrom và "Koe" là bài hát mở đầu cho phiên bản Reshiram. Các sự kiện của hai phiên bản khác nhau của bộ phim diễn ra trong mùa 4 của anime: Pokémon: Black & White. Khi phát sóng ở Hoa Kỳ, phim có tên tiếng Anh chính thức là Pokémon the Movie: Black—Victini and Reshiram (Dịch tiếng Việt: Pokémon the Movie: Đen—Victini và Reshiram) và Pokémon the Movie: White—Victini and Zekrom (Dịch tiếng Việt: Pokémon the Movie: Trắng—Victini và Zekrom). Tại Việt Nam phim được Công Ty TNHH Truyền Thông Purpose (HTV3 - DreamsTV) mua bản quyền, lồng tiếng phát sóng ngày 12/08/2018 với phiên bản Victini và anh hùng bóng tối Zekrom.

## Nội dung
Hai bộ phim theo cốt truyện tương tự với một số thay đổi lớn và nhỏ, đáng chú ý là Pokémon xuất hiện và nơi chúng xuất hiện. Trong Victini và anh hùng bóng tối Zekrom, Dred Grangil tìm Zekrom dưới lâu đài để thực hiện lý tưởng của mình, trong khi Satoshi tìm Reshiram để tìm ra sự thật. Vai trò được hoán đổi trong Victini và anh hùng ánh sáng Reshiram. Dred Grangil có một Gothiruselle trong Victini và anh hùng bóng tối Zekrom, và Lanculus trong Victini và anh hùng ánh sáng Reshiram.
1.000 năm trước, Victini, một Pokémon có thể tăng sức mạnh cho các Pokémon khác, là bạn với vua của Vương quốc xứ Vale, người cai trị Nhân dân xứ Vale. Người dân và Pokémon trong vương quốc đã sử dụng một nguồn năng lượng gọi là Dragon Force để sống hòa hợp với thiên nhiên. Các con trai của nhà vua được tháp tùng bởi Pokémon rồng, Reshiram và Zekrom, nhưng các hoàng tử trở thành kẻ thù lẫn nhau dẫn đến cuộc chiến giữa Reshiram và Zekrom, họ bị thương nặng, biến thành đá và rơi vào một giấc ngủ dài. Dragon Force ngày càng tàn phá vùng đất. Để chứa năng lượng, nhà vua đã tạo ra một rào chắn xung quanh lâu đài bằng cách sử dụng Trụ cột bảo vệ khổng lồ để sử dụng sức mạnh của Victini để biến Pokémon điện từ di chuyển lâu đài được gọi là Sword of the Vale đến đỉnh núi nơi Eindoak Town hiện đang đứng. Nhà vua đã sử dụng hết sức mạnh của mình và chết, và Victini bị mắc kẹt trong hàng rào. Theo thời gian, người dân xứ Vale phân tán, bỏ lại Victini trong hàng rào.
Trong hiện tại, Vale đã trở nên khắc nghiệt. Dred Grangil, một hậu duệ của Dân tộc xứ Vale, hy vọng sẽ khôi phục lại câu chuyện bằng cách sử dụng sức mạnh của Victini và đoàn tụ những người dân xứ Vale bị phân tán, dựa trên mong muốn của mẹ anh Janta vào thời thơ ấu. Anh ta tìm Zekrom hoặc Reshiram sau khi nghe giọng nói của Pokémon rồng trong các hang động bên dưới lâu đài. Không biết rằng làm như vậy sẽ khiến Dragon Force hủy diệt toàn bộ thế giới, Zekrom hoặc Reshiram chỉ cho Dred Grangil cách di chuyển lâu đài và sử dụng năng lượng của Dragon Force.
Tại lễ hội thu hoạch của Thị trấn Eindoak, các nhà huấn luyện Pokémon Satoshi, Iris và Dento tham gia một cuộc thi đấu Pokémon. Karita, em gái của Dred Grangil, nói rằng Victini đã tăng sức mạnh cho Pokabu và Zuruggu của Satoshi. Satoshi mời Victini một số macarons của Dento và anh ta và bạn bè của anh ta kết bạn với Victini. Ngày hôm sau, Satoshi hứa sẽ đưa Victini ra đại dương, nhưng Dred Grangil sau đó buộc Victini sử dụng sức mạnh của nó để giúp di chuyển lâu đài và chuyển hướng sức mạnh của Dragon Force đến Vale. Satoshi và Karita cố gắng ngăn Dred Grangil làm hại Victini, nhưng những nỗ lực của họ bị cản trở bởi Gothitelle của Zekrom và Dred Grangil hoặc Reuniclus của Dred Grangil và Reshiram. Satoshi mạo hiểm vào các hang động và tìm thấy Reshiram hoặc Zekrom để giúp Victini. Khi Reshiram và Zekrom đấu tay đôi, cả hai phát hiện ra Dragon Force hủy diệt và hợp lực để ngăn chặn nó.
Zekrom hoặc Reshiram giải phóng Victini, và Damon được nhìn thấy Dragon Force, khiến anh ta sử dụng lâu đài để chứa sức mạnh không ổn định với sự giúp đỡ từ Reshiram và Zekrom. Cả nhóm di tản khỏi lâu đài, nhưng Damon muốn thử và sửa chữa mớ hỗn độn mà anh ta đã gây ra và Victini vẫn bị mắc kẹt bởi hàng rào với Satoshi và Pikachu không muốn rời khỏi Victini, khi sức mạnh của Dragon Force ngày càng tăng lên và lâu đài bay lên trời. Victini dường như hy sinh bản thân để làm nổ tung các trụ cột, năng lượng Dragon Force chứa trong đó được bắn vào không gian. Dred Grangil, Reshiram và Zekrom đưa lâu đài trở lại thị trấn và phong ấn Dragon Force một lần nữa.
Sau đó, Satoshi, Iris và Dento đến thăm một bãi biển gần đó trong ký ức của Victini, ném một trong những chiếc bánh macaron của Cilan xuống đại dương. Victini xuất hiện và ăn nó, bây giờ đã thoát khỏi rào cản và có kế hoạch khôi phục lại thung lũng theo cách của nó. Dred Grangil cầu xin sự tha thứ, nhận nó từ Karita.

## Phân vai

### Các nhân vật chính
| Nhân vật (Nhật/Anh) | Diễn viên lồng tiếng | Diễn viên lồng tiếng | Diễn viên lồng tiếng |
| Nhân vật (Nhật/Anh) | Tiếng Nhật           | Tiếng Anh            | Tiếng Việt           |
| ------------------- | -------------------- | -------------------- | -------------------- |
| Satoshi/Ash         | Rica Matsumoto       | Sarah Natochenny     | Hoàng Khuyết         |
| Pikachu             | Ikue Ōtani           | Ikue Ōtani           | Ikue Ōtani           |
| Iris                | Aoi Yūki             | Eileen Stevens       | Ngọc Quyên           |
| Dento/Cilan         | Mamoru Miyano        | Jason Griffith       | Quang Tuyên          |
| Musashi/Jessie      | Megumi Hayashibara   | Michele Knotz        | Thùy Tiên            |
| Kojirō/James        | Shin-ichiro Miki     | Carter Cathcart      | Minh Vũ              |
| Nyarth/Meowth       | Inuko Inuyama        | Carter Cathcart      | Kim Anh              |
| Người dẫn chuyện    | Unshō Ishizuka       | Rodger Parsons       | Trí Luân             |

### Các nhân vật khác
- Dred Grangil (ドレッド Doreddo?, Tiếng Anh: Damon, Dread): Nhân vật phải diện chínhvới một mặt đối kháng. Trong Victini và anh hùng bóng tối Zekrom, anh mặc trang phục nhẹ hơn và sử dụng Lanculus trong trận chiến. Trong Victini và anh hùng bóng tối Zekrom, anh mặc trang phục mùa đông và sử dụng một Gothitelle trong trận chiến. Trong cả hai bộ phim, anh ta muốn sử dụng huyền thoại của dân tộc xứ Vale để đưa vương quốc của họ trở lại quyền lực và sử dụng Victini cho đến cùng.
- Karita (カリータ Karīta?, Tiếng Anh: Carlita): Em gái của Dred Grangil, người sử dụng Sazandora trong các trận chiến Pokémon. Trong Victini và anh hùng bóng tối Zekrom, Sazandora của nhân vật là phiên bản shiny.
- Janta (ジャンタ Janta?, Jeanta, Tiếng Anh: Juanita): Mẹ của Dred Grangil và Karita, người sở hữu một cửa hàng nơi cô được Goloog giúp đỡ. Trong Victini và anh hùng bóng tối Zekrom, Goloog của nhân vật là phiên bản shiny.
- Mormont (モーモント Mōmonto?, Tiếng Anh: Mannes): Thị trưởng thị trấn Eindoak, người am hiểu về huyền thoại Victini.
- Seyde (セード Sēdo?, Tiếng Anh: Luisa): Một đứa trẻ của nhân dân xứ Vale.
- Aude (オード Ōdo?, Tiếng Anh: Luis): Một đứa trẻ của nhân dân xứ Vale.
- Victini (ビクティニ Bikutini?): Một Pokémon huyền thoại sống ở Eindoak. Người ta nói rằng nó có sức mạnh bí ẩn mà Victini có thể chia sẻ với ai đó mà nó kết bạn.

## Sản xuất
Đội ngũ sản xuất đã đến thăm các địa điểm của tỉnh Alpes-Maritimes ở miền Nam nước Pháp, bao gồm Nice, Gourdon, Tourrettes-sur-Loup, Èze, Roquebrune-Cap-Martin, Sainte-Agnès, Peillon, và Cagnes-sur-Mer, cũng như các chuyến thăm tới French Riviera, Normandy, Paris, và Mont Saint-Michel, như cảm hứng cho bối cảnh của các bộ phim.

## Quảng bá
Để quảng bá cho hai bộ phim tại Nhật Bản, người chơi Pokémon Black và White đã có thể tải xuống Victini về trò chơi của họ. Victini này khác với trò chơi được đưa ra ban đầu để quảng bá cho việc phát hành trò chơi video, vì nó đã được có bao gồm một số chiêu thức mà nó không thể học trong suốt quá trình chơi trò chơi thông thường. Điều này bao gồm các chiêu thức Bom lửa và Phát Lửa Chữ V đặc trưng của nó (không thể đạt được trong trò chơi), cũng như các chiêu thức độc đáo như Tia Lửa Chữ Thập và Tia Sét Chữ Thập của Reshiram và Zekrom.
Để quảng bá cho việc phát hành phim tại Mỹ, nó đã được công bố trên trang web Pokémon chính thức của Hoa Kỳ bắt đầu từ ngày 3 tháng 12 năm 2011 cho đến ngày 31 tháng 12 năm 2011, người chơi Pokémon Black và White có thể tải Victini về trò chơi của họ thông qua Nintendo Wi-Fi Connection. Victini này cũng bao gồm các chiêu thức Bom lửa và Phát Lửa Chữ V đặc trưng của nó (không thể đạt được trong trò chơi), cũng như các chiêu thức độc đáo như Tia Lửa Chữ Thập và Tia Sét Chữ Thập của Reshiram và Zekrom có cầm một viên đá quý lửa. Một bộ mẫu manga thưởng của Pokémon Black và White cũng đã được tặng tại các rạp chiếu Pokémon khi chiếu bộ phim Pokémon: Victini và anh hùng bóng tối Zekrom / Victini và anh hùng ánh sáng Reshiram. Một chương trình rút thăm trúng thưởng cũng diễn ra trên trang web chính thức như là để quảng cáo cho bộ phim. Một chương trình khuyến mãi thứ hai đã được phát hành ở Mỹ cho việc phát hành DVD của các bộ phim. Từ ngày 10 tháng 3 năm 2012 đến ngày 8 tháng 4 năm 2012, người chơi có thể tải xuống Reshiram cấp 100 hoặc Zekrom cấp 100 tùy thuộc vào phiên bản mà người chơi đã có thông qua Nintendo Wi-Fi Connection. Khi những người chơi "đưa" Reshiram (hoặc Zekrom) sử dụng Game Sync vào trò chơi của họ, cả hai Pokémon đều mở khóa lớp vỏ C-Gear đặc biệt của Pokémon mà họ nhận được, cũng như một vị trí đặc biệt trong Dream World trên trang web Pokémon Global Link nơi có thể lấy mật khẩu đặc biệt để lấy búp bê Victini đặc biệt cho ngôi nhà của người dùng trong Dream World.

## Phát hành

### Chiếu rạp
Pokémon: Victini và anh hùng bóng tối Zekrom / Victini và anh hùng ánh sáng Reshiram đã được công chiếu hạn chế ở các rạp chiếu phim ở Hoa Kì bởi nhà phát triển và phân phối rạp chiếu phim kỹ thuật số, Cinedigm, vào ngày 3 và 4 tháng 12 năm 2011. Điều này khiến nó trở thành bộ phim Pokémon đầu tiên được chiếu tại các rạp ở Mỹ kể từ Pocket Monsters the Movie: Latias and Latios, the Guardian Gods of the Water Capital.

### Phát sóng truyền hình
Pokémon: Victini và anh hùng bóng tối Zekrom / Victini và anh hùng ánh sáng Reshiram được phát sóng trên Disney XD tại Vương quốc Anh và Cartoon Network tại Hoa Kỳ vào ngày 10 tháng 12 năm 2011. Pokémon: Victini và anh hùng bóng tối Zekrom / Victini và anh hùng ánh sáng Reshiram được phát sóng trên Cartoon Network vào ngày 11 tháng 2 năm 2012.

### Phương tiện gia đình
Một bộ DVD hai đĩa đã được phát hành tại Hoa Kỳ vào ngày 3 tháng 4 năm 2012. Hai bộ phim được phát hành tại Anh bởi Universal Pictures Home Entertainment vào ngày 9 tháng 4 năm 2012. Cả hai sau đó được phát hành lại ở Anh trên DVD bởi Manga Entertainment. Vào ngày 17 tháng 4 năm 2019 như là một phần của Black and White Movie Collection, cùng với hai bộ phim khác cùng phần; Pokémon: Cuộc đối đầu của Kyurem với thánh kiếm sĩ Keldeo và Pokémon: Genesect thần tốc và Mewtwo huyền thoại thức tỉnh, trước khi cả hai được phát hành lại dưới dạng phát hành đĩa đơn riêng biệt vào ngày 2 tháng 9 năm 2019.